# Montrose (ligne brune du métro de Chicago)
Pour les articles homonymes, voir Montrose.
Ne doit pas être confondu avec Montrose (ligne bleue du métro de Chicago).
Montrose est une station aérienne de la ligne brune du métro de Chicago située au nord-ouest de la ville dans le quartier de Lincoln Square. Elle est située à égale distance (soit 800 mètres) de Damen au nord-ouest et de Irving Park au sud.

## Description
La station a été conçue par les ingénieurs CM Mock et Charles Weston de la société Angus Brothers Construction. 
Elle fut inaugurée le 18 mai 1907 sur la Ravenswood Line par la Northwestern Elevated. 
Jusqu’en 2006 et au lancement des travaux liés au Brown Line Capacity Expansion Project, Montrose fut très peu modifiée. 
Elle  fut fermée le 2 décembre 2006 pendant douze mois afin d’être reconstruite. 
La nouvelle entrée principale de la station est située sur le côté sud de Montrose Avenue (à l’opposé de la station d’origine de 1907) et est composée d’une devanture en verre encadrée par des meneaux en aluminium. Un double jeu de portes battantes permet une gestion plus fluide du flot de passagers et deux tours d’ascenseurs ont été construites pour permettre aux passagers à mobilité réduite d’atteindre les quais. 
Montrose fut rouverte le 26 novembre 2007 soit six jours avant la date annoncée dans le cahier des charges.  
898.420 passagers y ont transité en 2008.

## Les correspondances avec lebus
Avec les bus de la Chicago Transit Authority :
- #78 Montrose

## Dessertes
| Nord/Ouest            |  |             |  | Sud/Est                                 |
| --------------------- |  | ----------- |  | --------------------------------------- |
| Damen vers Kimball    |  | ligne brune |  | Irving Park vers Kimball via Clark/Lake |
| modifier sur Wikidata |  |             |  |                                         |